# Belga euróérmék
Belgium valamennyi euróérméjét Jan Alfons Keustermans, a Turnhouti Városi Szépművészeti Akadémia igazgatója tervezte.

## Első sorozat
A belga hagyományokat tiszteletben tartva minden belga euróérmén az éppen uralkodó arcképét ábrázolták. Az első sorozaton 1999 – 2013 között II. Albert belga király arcképe látható, melyet Európa 12 csillaga övez. A csillagok között látható az uralkodó monogramja (koronás A betű).

## Második sorozat
Albert visszavonulása után új érmesor készült, a második sorozaton Albert utóda, fia Fülöp belga király látható. Az új sorozat 2014 februárjától került forgalomba.